# DWGdirect
DWGdirect（ディーダブリュージー・ダイレクト）は非営利組織「Open Design Alliance」（旧OpenDWG Alliance、以下ODA）が開発するソフトウェアライブラリである。

## 概要
DWGdirectは、高い品質でDWG、DXF、およびDGNの読み書きをサポートしているため、国内のCADベンダーが、自社製CADのDWG/DXF読み書きのエンジンとして採用する例も少なくない。ただし、ODAはDWGdirectについて、DWG/DXFの解析エンジンというよりは、AutoCADのために書かれたVBAを改変なしで動作させられる環境とみているようである。
ライブラリの配布は、ODAの会員になることが必要で、会員レベルによって配布には制限がある。
1998年2月、ビジオ社は複数のベンダーとともに、DWGファイル形式をオープン・スタンダードにするべく、OpenDWG Allianceを創立した。創立当初は、MarComp社の『AUTODIRECTライブラリ』を基にした『OpenDWG Toolkit/Viewkit』を配布していたが、2002年に、オブジェクト指向C++で新しく書かれたライブラリ『DWGdirect』を発表、新たなDWGの仕様を取り込みながら開発が続けられている。

ODAによって開発・配布されているライブラリを総じて『ODAライブラリ』と呼ぶ（DWGdirect、DWGdirectX、ADTdirect、C3Ddirect、DGNdirect、the OpenDWG Toolkit、the OpenDWG Viewkit、the OpenDWG Toolkit ActiveX Control）。

## 訴訟
ODAが「OpenDWG」を商標登録したことにより、オートデスク社が、自身の商標である「DWG」に対する侵害であるとして裁判を起こした。その後、同社との和解により、「DWG」を使った名称が使えなくなったため、バージョン3.3のリリース日である2010年5月4日より、ライブラリのブランド名称を『Teigha』（ティーガ）に改めた。